# Christine Englerth

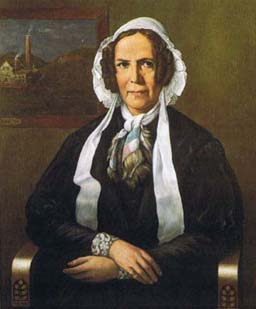
Christine Englerth

Christine Englerth, geboren Wültgens (Rath 14 augustus 1767 - Eschweiler, 4 mei 1838) was een Duitse mijnondernemer in het Akens steenkoolbekken en grondlegger van de Eschweiler Bergwerks-Verein (EBV).